# キャリコネ
キャリコネは、株式会社グローバルウェイによって運営されている企業に関するクチコミ情報を提供するウェブサイト。就職や転職関連のニュース記事の配信、および転職サービスも提供している。
2020年10月時点で登録されている企業数は62万社、100万件のクチコミ情報が掲載されている。年間利用者数は1700万人。

## 概要
ユーザーからのクチコミや年収等の投稿にもとづいた、企業情報を閲覧することができる。ただし、完全なクチコミ情報や年収情報を閲覧するためには、ユーザー登録と閲覧者自身によるクチコミ・年収情報等の投稿が必要。
サイトの理念として「自由な情報交換を」、「働く人の意識改革を」、「閉塞感の打破を」の3つを掲げている。

### 閲覧できる情報
- 企業の基本情報
- クチコミ・評判（仕事のやりがい、社風、問題点など）
- 年収・給与明細
- 転職面接
- 転職・求人情報